# بدر بن محمد بن عبد الرحمن بن فيصل آل سعود
الأمير بدر بن محمد بن عبد الرحمن بن فيصل آل سعود ولد سنة 1359 هـ/1942 في مدينة الرياض هو الابن التاسع للأمير محمد بن عبد الرحمن آل سعود من الذكور من زوجته الأميرة جهير بنت ناصر الازمع أبوثنين السبيعي، وله من الأشقاء: الأمير عبد الرحمن بن محمد بن عبد الرحمن، والأميرة نورة بنت محمد بن عبد الرحمن.

## وفاته
أعلن الديوان الملكي السعودي في بيان رسمي عن وفاة الأمير بدر بن محمد بن عبد الرحمن بن فيصل آل سعود في يوم الأحد 1 جمادى الأولى 1438هـ الموافق 29 يناير 2017.

## إخوته
- الأمير خالد بن محمد بن عبد الرحمن آل سعود.
- الأمير عبد الله بن محمد بن عبد الرحمن آل سعود (أخ الملك فهد بن عبد العزيز وأشقائه من الأم).
- الأمير سعد بن محمد بن عبد الرحمن آل سعود.
- الأمير فيصل بن محمد بن عبد الرحمن آل سعود.
- الأمير فهد بن محمد بن عبد الرحمن آل سعود (أمير منطقة القصيم السابق).
- الأمير سعود بن محمد بن عبد الرحمن آل سعود.
- الأمير عبد العزيز بن محمد بن عبد الرحمن آل سعود.
- الأمير بندر بن محمد بن عبد الرحمن آل سعود.
- الأمير عبد الرحمن بن محمد بن عبد الرحمن آل سعود.
- الأميرة نورة بنت محمد بن عبد الرحمن آل سعود. متزوجة الأمير تركي بن عبد الله بن جلوي آل سعود.
- الأميرة طرفة بنت محمد بن عبد الرحمن آل سعود.
- الأميرة وطفى بنت محمد بن عبد الرحمن آل سعود. متزوجة من الشيخ عبد الرحمن بن عساف العساف.
- الأميرة موضي بنت محمد بن عبد الرحمن آل سعود.
- الأميرة هيلة بنت محمد بن عبد الرحمن آل سعود.

## أسرته
- الأميرة مشاعل بنت فيصل بن عبد العزيز آل سعود. والدة الأميرة نورة.
- الأميرة منيرة بنت غليفص ابن دهيم السبيعي. والدة الأميرة هيفاء، الأميرة البندري، الأميرة عبير، والأمير محمد.
- الأميرة لولوة بنت سعود بن عبد العزيز آل سعود. والدة الأمير سعود، الأميرة الجوهرة، والأمير خالد.
- شيخة بنت سعد بن ضيدان أبوثنين السبيعي (مطلقة).

## الأبناء
- الأميرة نورة بنت بدر بن محمد. كانت متزوجة من الأمير محمد بن عبد الله بن محمد بن عبد الرحمن آل سعود ولها من الأبناء الأمير عبد الله، الأمير خالد، الأميرة لولوة، والأمير سعود، ومتزوجة من الأستاذ خالد بن عبد العزيز التويجري - رئيس الديوان الملكي السابق -.
- الأميرة هيفاء بنت بدر بن محمد. متزوجة من الأمير سامي بن محمد بن أحمد السديري ولها من الأبناء هلا، سارة، سعود، سلطان، وبدر.
- الأميرة البندري بنت بدر بن محمد. متزوجة من الأمير سلطان بن عبد الله بن عبد العزيز بن مساعد آل سعود ولها من الأبناء الأميرة نورة، الأمير سعود، الأمير فيصل، والأميرة طرفة.
- الأميرة عبير بنت بدر بن محمد.
- الأمير محمد بن بدر بن محمد. متزوج من الأميرة فهدة بن فيصل بن عبد الله بن محمد بن عبد الرحمن آل سعود وله من الأبناء الأميرة نورة، الأميرة عبير متزوجة من الأمير فهد بن يوسف بن مساعد بن عبدالعزيز ، الأمير خالد، والأميرة سارة.
- الأمير سعود بن بدر بن محمد. متزوج من الأميرة منيرة بنت عبد اللطيف بن محمد نادر شاه وله من الأبناء الأميرة لولوة، الأمير فهد، والأمير عبد العزيز.
- الأميرة الجوهرة بنت بدر بن محمد.
- الأمير خالد بن بدر بن محمد. متزوج من كريمة الشيخ فيصل بن عبدالعزيز بن معمر .